# Ramón Rodríguez da Silva
Ramón Rodríguez da Silva (Ubatã, 22 augustus 1990) - beter bekend als Ramón - is een Braziliaans voormalig voetballer die doorgaans speelde als centrale verdediger. Tussen 2009 en 2022 was hij actief voor Itabuna, AZ, opnieuw Itabuna, AS Trenčín, FC Nordsjælland, SønderjyskE, Wacker Innsbruck, opnieuw AS Trenčín en MŠK Púchov.

## Clubcarrière
Ramón begon bij Escolinha de Futebol Sport Gol in Ubatã en speelde in de jeugdopleiding van EC Bahia. In 2007 was hij op proef bij AZ en maakte onder meer op het Eurovoetbaltoernooi, waar hij met de Braziliaan Moacir gastspeler was bij AZ, een goede indruk waarna AZ hem voor 550.000 euro vastlegde. Omdat hij nog geen 18 was, bleef hij nog in Brazilië. Begin 2009 speelde Ramón voor Itabuna EC in het Campeonato Baiano. In 2009 kwam hij bij AZ en sloot aan bij de beloftenploeg. Medio 2010 zou Ramón aansluiten bij het eerste team maar kreeg een knieblessure. In 2011 verliet hij de Alkmaarse club weer nadat zijn contract niet verlengd werd, zonder ooit tot een optreden in het eerste team gekomen te zijn. In de zomer van 2011 was hij nog even op proef bij FC Volendam, maar dat leidde niet tot een contractaanbieding.
Hierop keerde hij terug naar Brazilië, waar hij ging spelen voor Itabuna EC. In 2012 tekende hij een verbintenis bij AS Trenčín in Slowakije. In augustus 2015 werd hij gecontracteerd door het Deense FC Nordsjælland. Op 31 augustus 2016 werd hij overgenomen door SønderjyskE, waar hij zijn handtekening zette onder een contract voor de duur van drie seizoenen. Na afloop van deze verbintenis verliet hij de club. Een halfjaar later werd Wacker Innsbruck zijn nieuwe club. Deze club liet hij in de zomer weer achter zich, zonder een wedstrijd te hebben gespeeld. In maart 2021 keerde hij terug bij AS Trenčín. Deze club verhuurde hem begin 2022 aan MŠK Púchov. In de zomer van dat jaar liet Ramón Trenčín definitief achter zich, waarop hij besloot op tweeëndertigjarige leeftijd een punt achter zijn actieve loopbaan te zetten.

## Clubstatistieken
| Seizoen | Club             | Competitie        | Competitie | Competitie | Beker | Beker | Internationaal | Internationaal | Totaal | Totaal |
| Seizoen | Club             | Competitie        | Wed.       | Dlp.       | Wed.  | Dlp.  | Wed.           | Dlp.           | Wed.   | Dlp.   |
| ------- | ---------------- | ----------------- | ---------- | ---------- | ----- | ----- | -------------- | -------------- | ------ | ------ |
| 2009    | Itabuna          | Campeonato Baiano | 7          | 0          | 0     | 0     | —              | —              | 7      | 0      |
| 2012/13 | AS Trenčín       | Fortuna Liga      | 30         | 0          | 1     | 0     | —              | —              | 31     | 0      |
| 2013/14 | AS Trenčín       | Fortuna Liga      | 18         | 0          | 0     | 0     | 4              | 0              | 22     | 0      |
| 2014/15 | AS Trenčín       | Fortuna Liga      | 25         | 1          | 5     | 1     | 4              | 0              | 34     | 2      |
| 2015/16 | AS Trenčín       | Fortuna Liga      | 3          | 0          | 0     | 0     | 2              | 0              | 5      | 0      |
| 2015/16 | FC Nordsjælland  | Superligaen       | 23         | 0          | 0     | 0     | —              | —              | 23     | 0      |
| 2016/17 | FC Nordsjælland  | Superligaen       | 6          | 1          | 0     | 0     | —              | —              | 6      | 1      |
| 2016/17 | SønderjyskE      | Superligaen       | 12         | 0          | 1     | 0     | —              | —              | 13     | 0      |
| 2017/18 | SønderjyskE      | Superligaen       | 16         | 0          | 0     | 0     | —              | —              | 16     | 0      |
| 2018/19 | SønderjyskE      | Superligaen       | 0          | 0          | 0     | 0     | —              | —              | 0      | 0      |
| 2019/20 | Wacker Innsbruck | Bundesliga        | 0          | 0          | 0     | 0     | —              | —              | 0      | 0      |
| 2020/21 | AS Trenčín       | Fortuna Liga      | 6          | 0          | 2     | 0     | —              | —              | 8      | 0      |
| 2021/22 | AS Trenčín       | Fortuna Liga      | 0          | 0          | 0     | 0     | —              | —              | 0      | 0      |
| 2021/22 | → MŠK Púchov     | 2. Liga           | 8          | 2          | 0     | 0     | —              | —              | 8      | 2      |
| Totaal  | Totaal           | Totaal            | 154        | 4          | 9     | 1     | 10             | 1              | 173    | 6      |

## Erelijst
| Fortuna Liga    | 1 | 2014/15 |
| Slovenský Pohár | 1 | 2014/15 |